# Salvestrol
Salvestrol is een term uit de complementaire en alternatieve geneeskunde waarmee een verzameling plantaardige stoffen wordt aangeduid die ervoor zouden zorgen dat kankercellen afsterven. Het betreft een aantal specifieke fytoalexinen, verbindingen die planten gebruiken in een afweerreactie tegen bijvoorbeeld schimmels en bacteriën.
Er bestaat geen wetenschappelijk bewijs voor de klinische werking van deze stoffen.

## Britse ontdekking
De term is voor het eerst in 2002 gebruikt door Britse onderzoekers en is afgeleid van ‘salvage’ (redden). In eerder onderzoek werd een enzym ontdekt dat geassocieerd is met tumorcellen, het CYP1B1 enzym.. Latere experimenten toonden aan dat salvestrolen substraat zijn voor het CYP1B1 enzym en dat de resulterende metabolieten in vitro de apoptose (geprogrammeerde celdood) van kankercellen kunnen inleiden.

## Onderzoek
In vivo zijn tot dusver alleen enkele casusen over een behandeling met salvestrol gepubliceerd..

## Salvestrol in voeding
Salvestrolen zijn afkomstig uit planten, waaronder groente, fruit en kruiden. Belangrijke soorten zijn dan asperges, rucola, avocado, spinazie, aardbeien, sinaasappels, druiven, peterselie, basilicum, rozemarijn en tijm. Salvestrolen worden vooral aangetroffen in biologisch geteelde gewassen. In producten van de reguliere landbouw zijn de gehaltes veel lager. Dit heeft te maken met het feit dat gewassen de salvestrolen voornamelijk na inductie aanmaken: de plant moet de stof zelf nodig hebben. Door het gebruik van bestrijdingsmiddelen zoals fungiciden in de reguliere landbouw hoeft de plant de stoffen niet te maken. Een tweede probleem wordt gevormd door de bittere smaak die veel salvestrolen aan gewassen geven: bij het kweken van groente en fruit wordt juist geprobeerd de bittere smaak eruit te krijgen. Ook uniformiteit qua grootte en vorm leidt tot een afname van salvestrolen. Salvestrolen worden ook uit geraffineerde voedingsmiddelen zoals vruchtensap en olijfolie verwijderd ter "verbetering" van de smaak, kleur en helderheid.
Bij het koken van groente belandt een groot deel van de salvestrolen in het kookwater.
De werkzame dosis van salvestrolen zal vermoedelijk zo hoog zijn, dat deze waarschijnlijk alleen in de vorm van voedingssupplementen bereikt kan worden en de promotie van deze therapie komt dan ook vooral uit deze hoek.